# Flächenhelligkeit
Die Flächenhelligkeit {\displaystyle B} ist eine Leuchtdichte. Sie wird in der Astronomie benutzt, um die Helligkeit von astronomischen Objekten mit großer Flächenausdehnung wie Kometen, Nebel oder Galaxien zu erfassen.

## Beobachtung
Bei visuellen Beobachtungen kann die Flächenhelligkeit im Teleskop nicht größer sein als die freiäugige. Sie ist dann maximal, wenn die Austrittspupille AP des Okulars dem Pupillendurchmesser des dunkeladaptierten Auges entspricht.
Die Dunkeladaption ist in Stadtnähe wegen der Lichtverschmutzung kaum mehr möglich. Daher ist hier die Beobachtung astronomischer Objekte nur bis zu einer gewissen Flächenhelligkeit möglich. Dies betrifft vor allem lichtschwache Galaxien und Gasnebel.

## Berechnung
Die Flächenhelligkeit ist das Verhältnis von scheinbarer Helligkeit H zur Fläche F:
{\displaystyle B={\frac {H}{F}}}
oder logarithmisch in Magnituden:
{\displaystyle B_{\text{mag}}=-2{,}5\cdot \log {\frac {H}{F}}}
Ersetzt man die scheinbare Helligkeit des Objekts durch die scheinbare Helligkeit m in Magnituden, so folgt:
{\displaystyle B_{\text{mag}}=m+2{,}5\cdot \log F}

## Einheiten
Die Flächenhelligkeit wird in cd/m² gemessen. In der Astronomie ist die Einheit mag/arcsec² gebräuchlich; die Einheit S10 beschreibt die Helligkeit als Anzahl von Sternen der Helligkeit 10 mag innerhalb eines Quadratgrads.
Umrechnungen:
- {\displaystyle B=1{,}084\cdot 10^{5}\cdot 10^{-0{,}4\cdot X}}[1][2]

mit
- {\displaystyle B} in cd/m²
- {\displaystyle X} in mag/arcsec²

- 1 S10 = 0,69 · 10−6 cd/m².

Beispiel:
Schwächste Helligkeit des Nachthimmels unter optimalen Bedingungen: 21,6 mag/arcsec² = 2,5 · 10−4 cd/m² = 370 S10.